# Kirchmohr
Kirchmohr ist ein Ortsteil der Gemeinde Niedermohr im Landkreis Kaiserslautern in Rheinland-Pfalz.

## Geographie
Kirchmohr ist auf einem Kirchenhügel am östlichen Ende des Ortsteils Niedermohr gelegen. Es beherbergt eine katholische Pfarrkirche mit Friedhofsringmauer. Ebenfalls war einst ein Schwesternhaus und ein Altersheim vorhanden, in denen sich heute ein Restaurant sowie ein Hotel befindet. Daran schließen sich mehrere Wohnhäuser mit Pfarrheim, ehemaligem Pfarrhaus und der katholischen Bibliothek an.
Kirchmohr liegt in der Nähe des Moorbachtals, welches Teil der Westpfälzischen Moorniederung ist, einer Senke von ca. 30 km Länge. Diese wurde erst ab 1745 systematisch entwässert, um Ackerland zu gewinnen.

## Geschichte
Seit 1219 ist eine Kirche in Kirchmohr überliefert, die in der Mitte der drei „Mohr“-Siedlungen (Niedermohr, Kirchmohr und Obermohr) gelegen ist. Alle drei Siedlungen entstanden aus der im heutigen Obermohr gelegenen Hofsiedlung „Moraha“, die zuerst 987 erwähnt wurde. Der einst auch Marienberg genannte Hof Kirchmohr gehörte seit dem 14. Jahrhundert zur Deutschordenskommende Einsiedel (heute Einsiedlerhof), die ebenfalls ein Siechenhaus errichtete. Die in Kirchmohr stehende Kirche oder Kapelle wurde bereits im 14. Jahrhundert dem heiligen Georg geweiht, welcher auch der Schutzpatron des Deutschen Ritterordens war.
Ab 1670 wurde die Kirche zu Kirchmohr als Simultankirche abwechselnd von Protestanten und Katholiken genutzt. Erst 1750 wurde die katholische Pfarrei Kirchmohr errichtet, der Niedermohr als Filiale unterstellt wurde. 1922 wurde das tiefergelegene St. Paulusstift geweiht. Dieses beherbergte nach dessen Schließung Ende der 1970er Jahre auch Flüchtlinge aus Bosnien. 1989/90 wurde es für Umsiedler aus der ehemaligen DDR genutzt. 1959 wurde eine Filialkirche in Reuschbach erbaut.

## Schule/Bildung
Bereits um 1600 war ein Lehrer in Niedermohr-Schrollbach tätig. Das Pfarr- und Schulhaus fiel 1707 den Katholiken zu. 1759 wurde ein neues Schulhaus gebaut und 1787 gab es zwei Schulen in der näheren Umgebung. 1956 waren beide Volksschulen in Kirchmohr gelegen. Wobei bereits 1957 ein Neubau der protestantischen Schule in Niedermohr erfolgte.

## Bau- und Kunstdenkmäler
Die katholische Pfarrkirche in Kirchmohr ging aus einer Wallfahrtskapelle des 13. Jahrhunderts hervor. Bauelemente aus jener Zeit sind auch noch in der heutigen Kirche nachzuweisen. So dürfte der älteste Teil, der Unterbau des Turmes, um 1200 entstanden sein. In der Folgezeit wurde die Kirche mehrfach aus- und umgebaut. 1379 errichteten die Deutschherren anstelle der alten Kapelle ein neues Kirchenschiff, woraus die Kirche St. Georg hervorging. Von dieser Ursprungskirche sind noch weite Teile des Langhauses, sowie des Chores vorhanden. Während des Dreißigjährigen Krieges wurde das Gotteshaus dem Zerfall preisgegeben. Erste Instandsetzungsarbeiten erfolgten 1648. Bereits im 18. Jahrhundert war die Kirche zu klein und baufällig geworden und sollte ausgebaut oder sogar verlegt werden. Von 1761 bis 1783 wurde die Kirche unter kurfürstlicher Leitung renoviert und ausgeweitet. Aus dieser Zeit stammt auch die Sage der Unverrückbarkeit der kleinen Kirche. So kam es, dass das Langhaus Richtung Westen verlängert und um zwei Meter aufgestockt wurde. Heute besteht die Kirche aus einem zweischiffigen Langhaus, einem gotischen Chorbau und einem viergeschossigen Turm aus romanischer Zeit, der jedoch mehrfach umgebaut und aufgestockt wurde. Weitere Umbaumaßnahmen erfolgten 1911/12, 1972, 1985 und 2010.
Die Kirche ist, wie im Mittelalter üblich, nach Osten ausgerichtet und enthält 165 feste Sitzplätze im Kirchenschiff und 36 Sitzplätze auf der Empore.

## Wallfahrtskirche Maria-Hilf
Die Kirche in Kirchmohr wird auch „Maria-Hilf“ genannt. Ein älteres Marienbild soll hier wundertätig gewesen sein. Allerdings ist jenes entweder von den Reformierten entfernt worden oder während des Dreißigjährigen Krieges verschollen. Zu jener Zeit sollen Prozessionen bis aus der Gegend von St. Wendel hierher gepilgert sein. Aufgrund dessen begann man 1891 mit der Feier des „Maria-Hilf-Festes“, welches seitdem jedes Jahr vor oder nach dem Gedenktag „Maria, Hilf der Christen“ (24. Mai) gefeiert wird. Zudem zeigt sich die Verehrung Marias auch in der Sage um die Kirche selbst.

## Sage
Vor langer Zeit sollte die Kirche abgerissen werden. So wurde das Gnadenbild nach Niedermohr gebracht, um es bei dem Abriss vor Schaden zu bewahren. Als am nächsten Morgen aber die Frühglocke geläutet werden sollte, fanden die Glöckner das Marienbild am Eingang der Kirche. Erneut wurde das Gnadenbild nach Niedermohr geschafft und erneut fand es seinen Weg zurück nach Kirchmohr vor die Kirche. Auch nach dem dritten Versuch stand das Marienbild wieder vor der Kirche. Die Einwohner nehmen an, dass das Marienbild an Ort und Stelle bleiben sollte und beließen es an seinem alten Platz. Später wurde entschieden, die Kirche auf die andere Seite des Mohrbachs zu verlegen. Fuhrleute und Arbeiter schafften Steine für den Bau heran, diese fanden sich jedoch am nächsten Morgen an der alten Kirche. Mehrmals wurden die Steine zurück zum neuen Kirchenplatz gebracht, doch jeden Tag waren die Steine wieder bei der alten Kirche aufgestapelt. Schließlich bauten die Kirchmohrer ihre neue Kirche an der alten Stelle.